# Colantonio
Colantonio (Naples, v. 1420 - ??), né Niccolò Antonio, est un peintre italien de la première Renaissance, actif entre 1440 et 1470 environ, figure marquante de l'art napolitain de la Première Renaissance. Il a été le maître d'Antonello de Messine.

## Biographie
Une date de naissance vers 1420 est un calcul générique à partir de la date de son décès. Colantonio  est actif à Naples entre 1440 et 1460 environ ou plus tard, et vit à la fois à l'époque du roi René d'Anjou (1438-1442), admirateur cultivé de l'art flamand, bourguignon et provençal qu'il découvre lors de sa formation à la cour, et pendant celle d' Alphonse V (roi d'Aragon) (à partir de 1444), lié aux autres territoires de la couronne d'Aragon, notamment à la Catalogne, elle-même inspirée des traditions flamandes. Sa dernière commande documentée est celle de la reine Isabelle en 1460, à moins qu'il ne s'agisse du Colantonio payé pour la décoration d'une pièce du Castel Capuano en 1487 car Summonte dit qu'il est mort jeune.
Les détails de sa vie sont obscurs. La lettre adressée par l'humaniste napolitain Pietro Summonte au gentilhomme vénitien Marcantonio Michiel, dans laquelle il dresse un tableau de la situation de l’art à Naples, constitue une source importante pour la connaissance d'Antonio Colantonio. Pour Pietro Summonte, il n'y eut aucun peintre important à Naples depuis le départ de Giotto en 1334, jusqu'à l'émergence de Colantonio, « un homme si habile dans son art, que s'il n'y avait eu sa mort prématurée, il aurait réalisé de grandes choses. »
Pietro Summonte affirme que le jeune Colantonio, apprit son métier en copiant des tableaux flamands, particulièrement prisés à Naples. Il aurait en particulier copié un Saint Georges, avec tant de perfection que l’on n’aurait pas reconnu qu’il s’agissait d’une copie, « s’il n’avait volontairement peint un noisetier à la place d’un chêne. »

## Style
Colantonio est le protagoniste de l'école napolitaine de peinture du début du XVe siècle, une figure clé de la « conjoncture Nord-Sud », c'est-à-dire de ce courant particulier de rencontre et de fusion entre les méthodes flamandes et méditerranéennes qui affecta une partie de l'art de la Méditerranée occidentale et les régions de l'Italie du Nord, avec Naples comme épicentre.
Ses peintures montrent le mélange de plusieurs cultures ; Alphonse V d'Aragon avait amené à Naples des artistes de la Péninsule Ibérique, notamment Jaume Baçó Escrivà de Valence (Espagne), du duché de Bourgogne, de la Provence et des Flandres. Colantonio a synthétisé son propre style à partir de toutes ces sources et a été l'un des premiers artistes en Italie à apprendre les techniques des Primitifs flamands, peut-être auprès de l'artiste flamand Barthélemy d'Eyck, parent putatif de Jan van Eyck, qui semble avoir été à Naples vers 1440.
Les différences entre ces deux d'influences franco-flamande sont clairement visibles dans les deux panneaux principaux du retable de l'église franciscaine de la basilique San Lorenzo Maggiore, peints par Colantonio entre 1444 et 1446 environ, à différentes époques, et aujourd'hui démembrés et dispersés. Dans Saint Jérôme dans son cabinet (vers 1444), la culture de base est proche de Barthélemy d'Eyck et des artistes de la cour angevine, comme en témoigne l'attention portée au rendu des volumes, des espaces et le souci du détail, comme l'extraordinaire « nature morte »  de l'étagère avec des livres. Dans Saint François donnant la règle de l'ordre (vers 1445), Colantonio se montre déjà au courant des nouveautés de la cour aragonaise, avec un caractère plus « flamand », mais filtré cette fois par l'école ibérique, comme le montre le plancher en pente verticale, les physionomies, les auréoles perforées, les plis rigides et géométriques des vêtements. Les deux thèmes apparemment distincts sont en réalité liés par la pensée de saint Bernardin de Sienne, qui considérait saint Jérôme comme à l'origine de la spiritualité franciscaine. Antonello de Messine a réalisé les panneaux latéraux du retable avec les Bienheureux franciscains.

## Principales œuvres

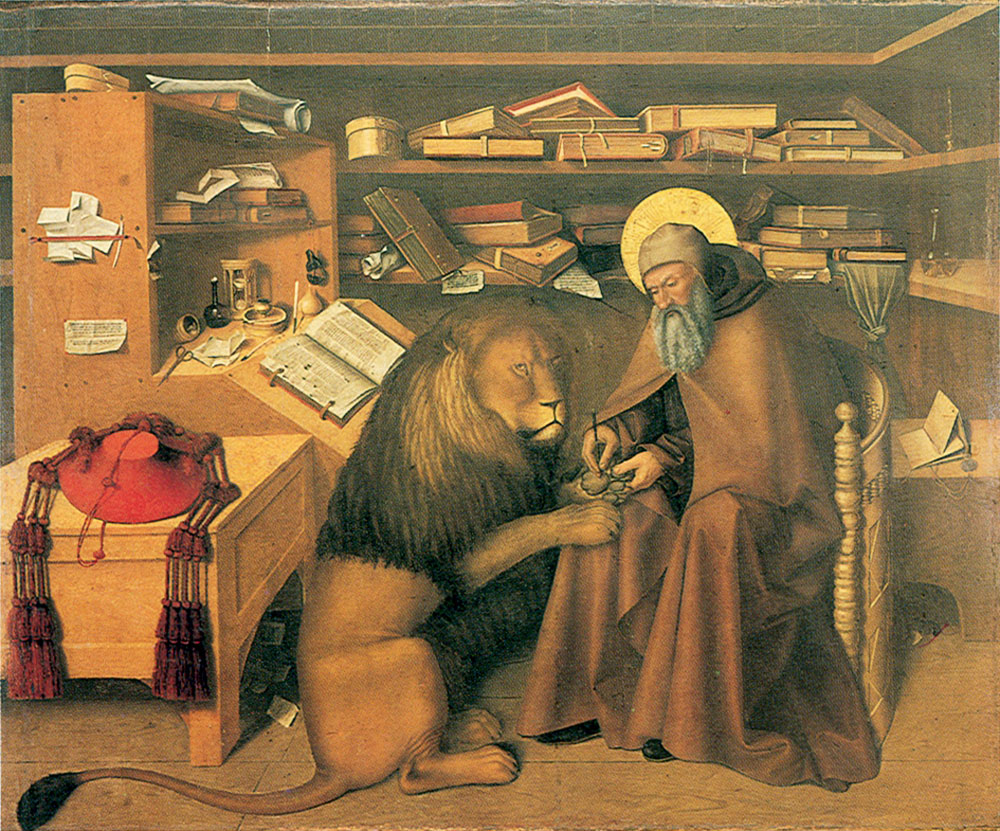
Saint Jérôme dans son cabinet, musée de Capodimonte, Naples.

Ses principales œuvres survivantes sont deux grands retables, le premier exécuté à l'huile pour la Basilique San Lorenzo Maggiore, probablement commandé vers 1445 par Alphonse d'Aragon, qui fut dispersé à l'époque napoléonienne. Le panneau principal est Saint François donnant la règle de l'ordre, dont la composition s'inspire probablement d'une fresque de la fin du XIIIe siècle située au-dessus de la porte de la salle capitulaire, montrant le saint donnant sa Règle aux frères mineurs et aux clarisses. La fresque est visible au musée du monastère. Il montre l’influence du milieu espagnol de la cour de Naples sur Colantonio, notamment « dans les pavements, où l'on reconnaît les typiques azulejos semblables à ceux (…) commandés pour la résidence royale de Castel Nuovo », mais aussi une convergence, dans la composition, avec Jean Fouquet.
Le tableau de Colantonio est conservé au musée de Capodimonte à Naples, aux côtés de Saint Jérôme dans son cabinet, fort de détails flamands, qui faisait également partie du retable. Il est fortement influencé par une représentation du même sujet par Barthélemy van Eyck, appartenant alors au roi Alphonse et située à Naples, en particulier « dans le motif des livres et des étagères ». D'autres panneaux plus petits se trouvent dans diverses autres collections,.
Le deuxième retable, le Retable de saint Vincent Ferrier, autrefois accroché dans l'église San Pietro Martire (Naples) et aujourd'hui déposé par mesure conservatoire au musée de Capodimonte, représentant la vie de saint Vincent Ferrier en onze scènes, commande d'Isabelle de Chiaramonte, épouse de Ferdinand Ier de Naples, « vraisemblablement comme ex-voto » après la défaite des barons rebelles ligués contre son mari (1456-1458). Il comprend des figures qui sont des portraits d'Isabelle et d'autres membres de la famille royale. Le saint central, de taille monumentale, s'inspire de l'œuvre de Piero della Francesca, tandis que l'architecture, dans laquelle il est inséré et les scènes de sa vie, sont de goût ibérique.

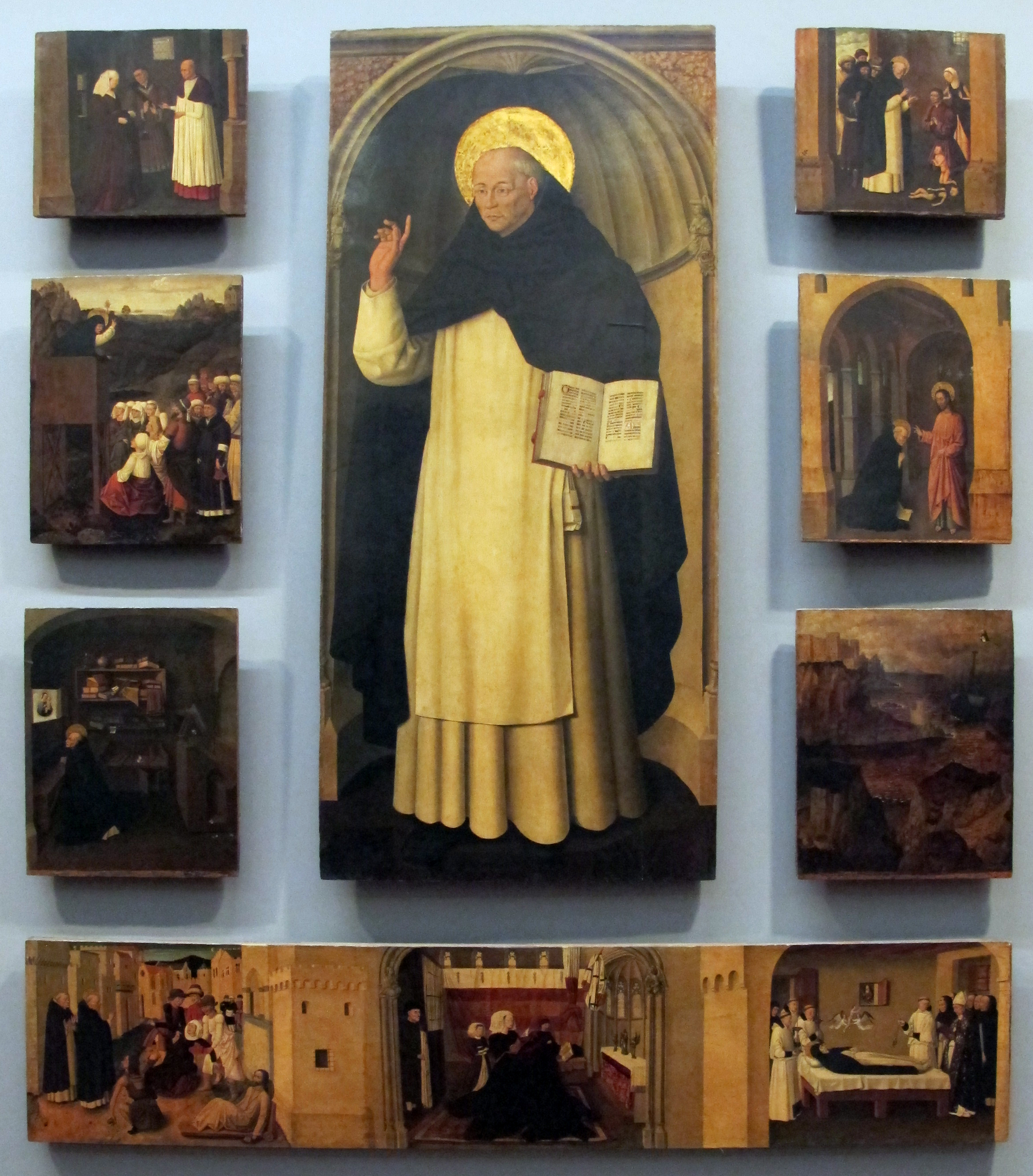
Polyptyque de saint Vincent Ferrier, musée de Capodimonte, Naples.
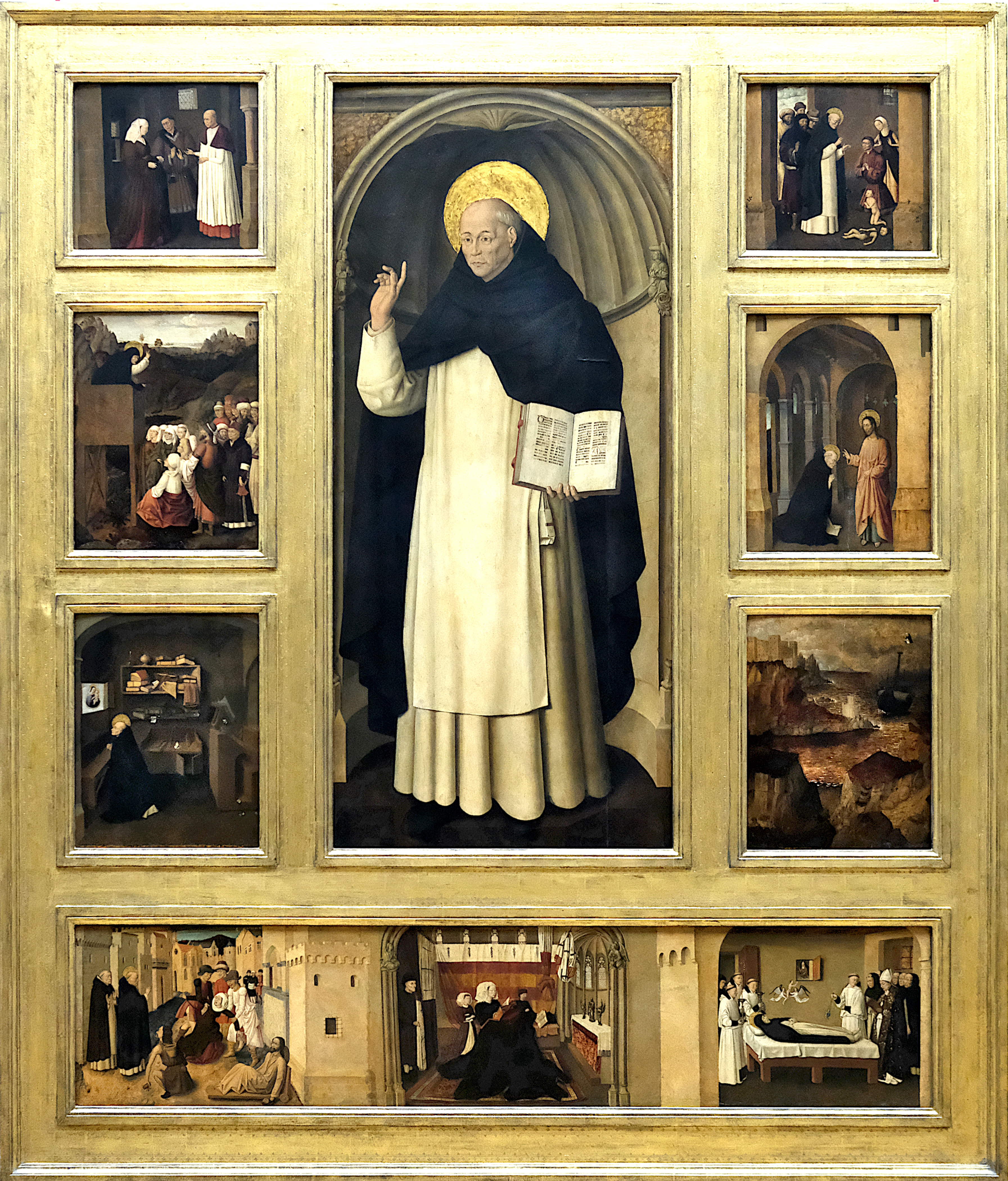
Même oeuvre exposée au Louvre en 2023.

On attribue également à Colantonio une Déposition exécutée pour l'église San Domenico Maggiore, qui s'inspire des tapisseries de scènes de la Passion du Christ de Rogier van der Weyden (sans trace), aujourd'hui perdues mais avec certaines des compositions connues étaient alors accrochées au Castel Nuovo à Naples. La personne en deuil à l'extrême gauche, la tête couverte d'un grand turban qu'elle utilise à l'aide d'un rabat pour sécher ses larmes, est une citation iconographique de la Pietà de Petrus Christus.
Une petite Crucifixion conservée au musée Thyssen-Bornemisza de Madrid a été attribuée à Colantonio par Roberto Longhi et divers autres experts (pour la plupart italiens), et par d'autres à Antonello de Messine, mais qui est actuellement attribuée à un « artiste valencien anonyme » par le musée.

## Élèves
En dehors de Naples, Colantonio est principalement connu pour avoir été le maître du sicilien Antonello de Messine, comme le rapporte Summonte, probablement entre 1445 et 1455, qui a diffusé des éléments de son style et de la technique de la peinture à l'huile du nord dans d'autres régions d'Italie. Angiolo Franco de Naples est un autre de ses élèves. L'important peintre espagnol Pedro Berruguete a peut-être également été un de ses élèves, tout comme. Angelo Roccadirame.